# Верша

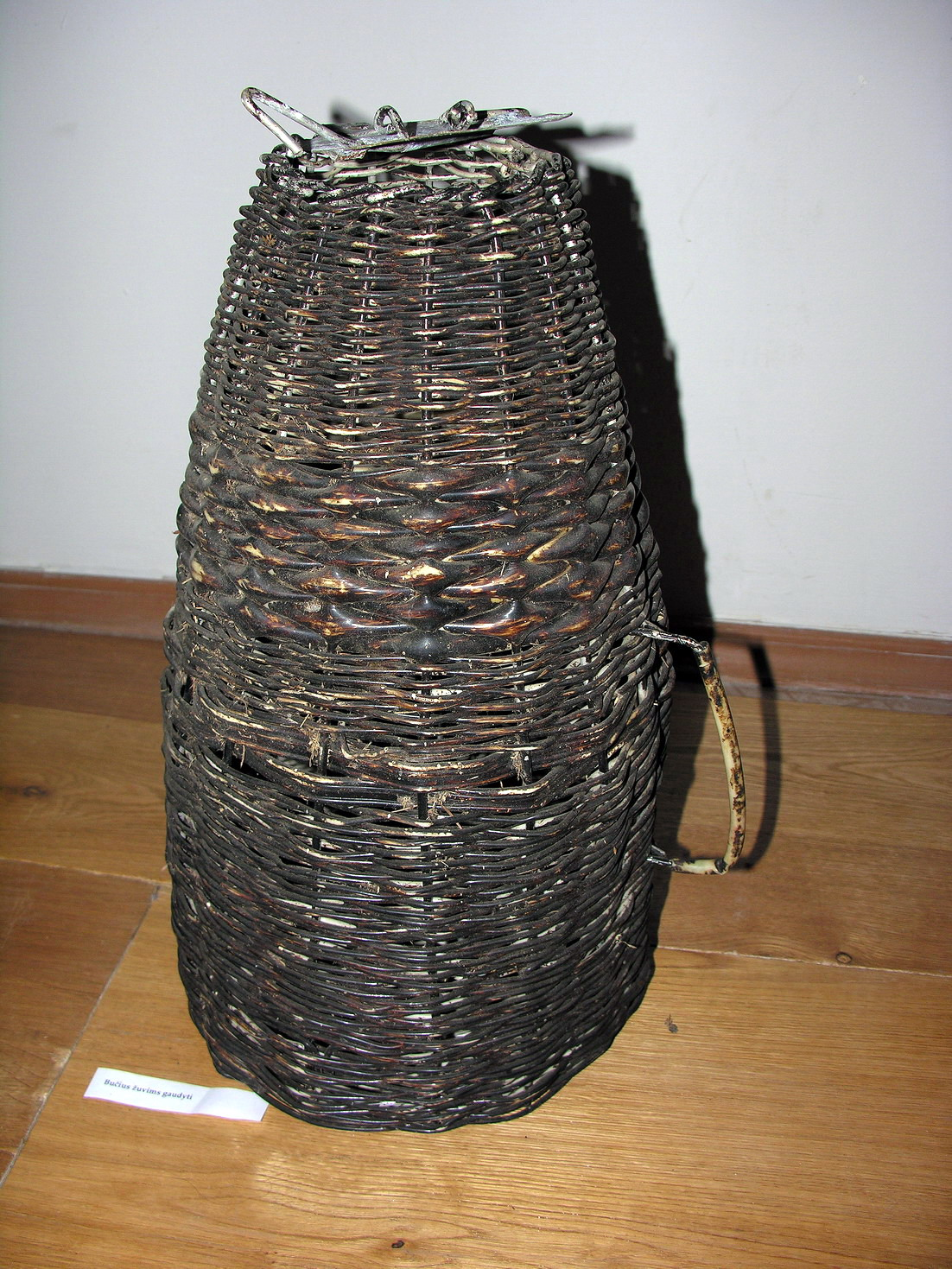
Верша

Ве́рша — різновид риболовної снасті з вербової лози. В народі її називають ще кошуля. Має вигляд каркасної конструкції лійкоподібної форми, щоб риба, яка запливе досередини, не могла розвернутися. Завжди плелася із пруття ця так звана пастка конусоподібної форми. Складалася з двох чи більше поперечних обручів, поздовжніх лозин та вузької горловини. Встановлювалася лише в ставку чи болоті тільки на ніч. У ріках її було заборонено використовувати. Може бути використана для лову риби за відсутності інших снастей. Вважається одним з найдавніших рибальських знарядь. Широко вживалася в Україні у давні часи, що знайшло відображення в фольклорі та українській фразеології, й досі активно використовується в місцях, віддалених від цивілізації. Застосовується також для лову крабів.
Верші існують двох видів: з отвором для виймання риби, який затуляють корком, сіном, соломою чи ганчір'ям, або без такого отвору (такі верші були менші за розміром).